# فدریکو باروچی
فدریکو باروچی (متولد ۱۵۳۵ در اوربینو - درگذشت ۱۶۱۲) (به ایتالیایی: Federico Barocci) نقاش و قلم‌زن دوره رنسانس ایتالیا بود. نام اصلی او فدریکو فیوری  Federico Fiori است و نام مستعار او ایل باروچی Il Baroccio است. آثار باروچی تأثیر عمیقی بر کارهای پیتر پل روبنس داشته‌است.